# BOOS: This is The Voice
BOOS: This is The Voice is een aflevering van de Nederlandse BNNVARA-serie BOOS die op 20 januari 2022 werd geplaatst op YouTube en de online kanalen van de Nederlandse Publieke Omroep (NPO). Daarin werden meerdere aantijgingen omtrent seksueel grensoverschrijdend gedrag en machtsmisbruik door medewerkers van de talentenjachtprogramma's The voice of Holland en The Voice Kids jegens kandidaten aangekaart. De aflevering werd gepresenteerd door Tim Hofman en telde na twee uur tijd al vijf miljoen weergaven.
RTL - vooraf door BOOS ingelicht - schortte op 15 januari 2022 alle uitzendingen van The voice of Holland per direct op. Enkele dagen later werden ook de uitzendingen van The Voice Kids en The Voice Senior voor onbepaalde tijd stopgezet.

## Inhoud
De aflevering valt uiteen in twee delen:

### Onthullingen door betrokkenen
In het eerste deel worden meerdere (oud-)kandidaten en (oud-)medewerkers van The voice of Holland en The Voice Kids geïntroduceerd die anoniem hun verhaal doen over hun ervaringen met seksueel grensoverschrijdend gedrag en machtsmisbruik binnen The Voice. In dit verband worden vier medewerkers genoemd; bandleider Jeroen Rietbergen, oud-coach Marco Borsato, coach Ali B en een niet bij naam genoemde regisseur.
- Jeroen Rietbergen zou zich aan kandidaten hebben opgedrongen door het versturen van ongewenste seksueel getinte foto's en app-berichten en het maken van seksueel getinte opmerkingen en avances.[7] Er worden geanonimiseerde interviews en verklaringen getoond van meerdere (oud-)kandidaten en een oud-medewerker van The voice of Holland.
- Marco Borsato zou ongewenst handtastelijk zijn geweest. In een reconstructie wordt uiteengezet welke aantijgingen er al in 2021 in de media verschenen waren. Er is toen ook aangifte gedaan van seksueel misbruik tegen Borsato.[8] Drie andere minderjarige oud-kandidaten van The Voice Kids en twee oud-kandidaten en een medewerker van The voice of Holland hebben zich bij BOOS gemeld met aantijgingen van seksueel grensoverschrijdend gedrag.[7][9]
- Ali B zou meerdere vrouwen hebben gedwongen tot seks. Er worden interviews en verklaringen getoond waarin oud-kandidaten anoniem hun verhaal doen, en vrouwen die in een andere setting contact hadden met Ali B. In de uitzending wordt een van de vrouwen geïnterviewd vlak voor en na het doen van aangifte tegen Ali B wegens verkrachting.[7][9][10]
- Een niet bij naam genoemde regisseur van The voice of Holland zou, volgens meerdere (oud-)kandidaten en (oud-)medewerkers, onder meer ongepaste seksuele opmerkingen hebben gemaakt en ongewenst handtastelijk zijn geweest.[11]

Naast het tonen van verklaringen en interviews wordt ook uitgelegd hoe Hofman en zijn redactie te werk zijn gegaan en legt Willy van Berlo, woordvoerder van de Rutgersstichting, uit wat de definities zijn van seksueel grensoverschrijdend gedrag.

### Interview met John de Mol
Het tweede deel bestaat uit een interview met John de Mol, die vanuit Talpa Media tot 2020 als hoogste baas betrokken was bij de productie van The voice of Holland en The Voice Kids. Het interview werd afgenomen op 19 januari 2022, de avond voor publicatie van BOOS: This is The Voice. Het vraaggesprek was een initiatief van De Mol, die eerder in de media had aangegeven pas op de aantijgingen te willen reageren nadat hij de aflevering van BOOS zelf had gezien. Na het eerste deel te hebben bekeken, beantwoordt De Mol alle vragen die Hofman over het onderwerp stelt, tevens geeft De Mol zelf inzicht over hoe Talpa Media bij The voice of Holland en The Voice Kids te werk ging.
- In de tijd dat De Mol bij het programma betrokken was, is er volgens hem één melding geweest van seksueel grensoverschrijdend gedrag. Dit was in april 2019, en betrof een melding van een kandidate over bandleider Rietbergen. Naderhand waren er geen aanwijzingen meer dat Rietbergen noch iemand anders opnieuw in de fout was gegaan. De Mol vindt niet dat Rietbergen een machtspositie had.[10]
- Volgens De Mol wordt een seksuele relatie tussen coaches en kandidaten niet door hem getolereerd, omdat er in dat geval wel sprake is van een machtspositie.
- Na het zien van de beelden wil John de Mol dat er binnen zijn bedrijf Talpa een werkgroep komt voor het melden van misstanden binnen zijn programmaformats. Die werkgroep wil hij grotendeels uit vrouwen laten bestaan.
- De Mol weet niet of er binnen Talpa specifieke protocollen zijn rondom seksueel grensoverschrijdend gedrag.
- John de Mol zegt dat er verschillende loketten binnen de TVOH-productie zijn om misstanden te melden. Er zijn volgens hem ook kandidatenbegeleiders, maar daar is blijkbaar geen gebruik van gemaakt, aldus De Mol.
- Er heerst volgens De Mol geen angstcultuur bij Talpa.
- Of er nog een toekomst is voor The Voice is volgens De Mol nog onduidelijk. Volgens hem moeten eerst alle feiten op tafel liggen.
- De Mol drukt de vrouwen op het hart: 'Trek je mond open'.
- Over de slachtoffers: 'Ik hoop dat het bij die mensen geen grote impact heeft op de rest van hun leven, dat ze het een plek kunnen geven.'[12]

### Slot
De aflevering eindigt met een fragment uit het interview met Van Berlo, waarin zij zegt: 'De verantwoordelijkheid ligt altijd bij degene die over de grens gaat, en niet bij degene die het overkomt. Is dat duidelijk genoeg?'

## Aanloop en uitzending

### Voorbereidingen
In 2020 meldden zich twee vrouwen bij de redactie van het tijdschrift LINDA. (sinds 2019 onderdeel van Talpa), met aantijgingen over seksueel grensoverschrijdend gedrag door Ali B. Eén van hen had meegedaan aan The voice of Holland. Het blad zou er in de editie van juni 2020 een artikel aan wijden, maar trok dat besluit in wegens gebrek aan bewijs. Een journalist die aan het artikel had meegewerkt, bracht de twee vrouwen, op hun eigen verzoek, in het voorjaar van 2021 in contact met de redactie van BOOS. Twee andere vrouwen, beiden oud-kandidaten van The Voice, meldden zich rond datzelfde tijdstip bij de BOOS-redactie met verhalen over ongewenst gedrag door Marco Borsato.
Naar aanleiding van beide meldingen deed Hofman in augustus 2021 via zijn online mediakanalen een oproep aan de kijkers van zijn YouTube-serie BOOS om zich te melden als ze ooit aan een talentenjacht hadden meegewerkt en daar dingen hadden gezien of meegemaakt die niet door de beugel konden. Hierop kreeg BOOS tientallen reacties van mensen die aangaven slachtoffer of getuige te zijn geweest van machtsmisbruik en/of seksueel grensoverschrijdend gedrag bij The voice of Holland. Hierna startte het team een onderzoek dat een aantal maanden in beslag nam.
In december 2021 verzocht Marco Borsato, via Knoops' advocaten, het Openbaar Ministerie een onderzoek in te stellen naar de bron van de sinds 2020 op internet aanhoudende insinuaties aan zijn adres over seksueel grensoverschrijdend gedrag met minderjarige meisjes. De aantijgingen werden door hem ontkend. Enkele dagen later deed een inmiddels 22-jarige vrouw aangifte tegen Borsato. Volgens de aanklacht zou hij haar tussen 2014 en 2019 onzedelijk hebben betast. Borsato ontkende opnieuw en deed op zijn beurt aangifte tegen de vrouw en haar moeder. Als reden voor de tegenaangifte voerde Borsato het doen van een valse aangifte en het indienen van een lasterlijke aanklacht aan.

### Hoor en wederhoor
Op 12 januari 2022 stuurde de redactie van BOOS een mail met een vragenlijst in het kader van hoor en wederhoor naar ITV Studios Netherlands, RTL, Talpa Network, Jeroen Rietbergen, Marco Borsato, Ali B en later ook naar John de Mol en Erland Galjaard. Op basis van deze informatie maakte RTL op 15 januari 2022, de dag na de uitzending van de tweede aflevering van het seizoen, bekend de uitzendingen van The voice of Holland voor onbepaalde tijd op te schorten wegens aantijgingen omtrent seksueel grensoverschrijdend gedrag en machtsmisbruik. Vrijwel direct daaropvolgend stapte Jeroen Rietbergen (zwager van The Voice-bedenker John de Mol) op bij het programma. In een aan de media toegestuurde verklaring erkende hij, tijdens zijn jarenlange betrokkenheid bij The voice of Holland, contact van seksuele aard te hebben gehad "met enige bij het programma betrokken vrouwen en seksueel getinte whatsappberichten te hebben uitgewisseld". Hij beweerde de contacten destijds als "wederkerig en gelijkwaardig" te hebben gezien, maar op die conclusie kwam hij terug en zei dat zijn handelen verkeerd was geweest. Hij schreef dat zijn opdrachtgever (Talpa) hem een aantal jaren geleden streng op zijn gedrag zou hebben aangesproken, en hij zou zelf zijn partner Linda de Mol hebben ingelicht. Vervolgens zou hij in therapie zijn gegaan.
Diezelfde avond verklaarde de advocaat van Ali B dat er aangifte was gedaan van seksueel grensoverschrijdend gedrag tegen de rapper, die vervolgens de beschuldigingen ontkende.
Een dag later liet hoofdsponsor T-Mobile Nederland weten de samenwerking met The voice of Holland te beëindigen. Hierna lieten anderen (o.a. Renault, Isla Pastilles) weten zich eveneens terug te trekken als sponsor. Tevens liet zangeres Anouk, via haar eigen Instagram account, weten per direct op te stappen als coach. Ze noemde The Voice 'een corrupte bende'.
Op 17 januari 2022 schoven in het RTL tv-praatprogramma Beau, twee oud-kandidates aan om te vertellen over hun persoonlijke ervaringen omtrent seksueel grensoverschrijdend gedrag en machtsmisbruik bij The voice of Holland. Het ging in dit geval om beschuldigingen richting Jeroen Rietbergen. Na de uitzending, op 19 januari 2022, deed een van de twee oud-kandidaten aangifte van aanranding tegen Rietbergen.
In de tussentijd liet RTL weten de opnames en het uitzenden van de al opgenomen afleveringen van The Voice Kids en The Voice Senior eveneens op te schorten. Op dezelfde dag bevestigde Ali B's advocaat dat er een tweede aangifte tegen Ali B was gedaan – uit de aflevering van BOOS werd duidelijk dat het om een aangifte wegens verkrachting ging. Hierop besloot RTL de samenwerking met hem per direct op te schorten, in ieder geval voor de duur van het onderzoek naar seksueel grensoverschrijdend gedrag bij The voice of Holland.

### Publicatie
Op 20 januari 2022 werd This is The Voice geplaatst op het YouTube-kanaal van BOOS. De aflevering telde na twee uur vijf miljoen pageviews. Negen dagen later stond de teller op meer dan tien miljoen.

## Ontvangst en nasleep

### Gevolgen voor de beschuldigden
In de nasleep van de publicatie van BOOS kondigden verschillende Nederlandse radiozenders aan voorlopig geen muziek van Ali B en Marco Borsato meer te draaien, en het Amsterdamse Madame Tussauds verwijderde het wassen beeld van Marco Borsato uit de collectie. De Vlaamse zender VTM schrapte een geplande aflevering van Sergio over de grens met Marco Borsato. Uitgeverij Maven Publishing stopte met de verkoop van het onlangs door Ali B gelanceerde boek De Ali B-methode, en Mocro Flavour, een aan Ali B gelieerde productlijn van vleesvervangers, werd stopgezet.
In de eerste week na de publicatie werd er door meerdere vrouwen aangifte gedaan bij het Openbaar Ministerie (OM) tegen de vier The Voice-prominenten wegens seksueel grensoverschrijdend gedrag, aanranding en in het geval van Ali B ook verkrachting.
Tegen regisseur Martijn N. werd, in de eerste weken na de BOOS-publicatie, twee keer aangifte gedaan wegens aanranding. Het OM maakte op 22 november 2022 bekend de regisseur niet te vervolgen, wegens gebrek aan ondersteunend bewijs.
Op 14 maart 2023 maakte het OM bekend Ali B en Jeroen Rietbergen te vervolgen voor verkrachting. De zaak tegen Marco Borsato werd geseponeerd wegens onvoldoende bewijs. Wel loopt er anno 2024 nog een ander onderzoek (ongerelateerd aan The Voice of Holland) naar Borsato wegens zedendelicten.
De zaak van Rietbergen werd ruim een jaar later, op 29 mei 2024, door het OM ook geseponeerd doordat er geen wettig en onvoldoende overtuigend bewijs voor een strafbaar feit werden aangeleverd.
De behandeling van de strafzaak van Ali B begon op 12 juni 2024 bij de rechtbank Haarlem. Hij werd verdacht van twee verkrachtingen en twee aanrandingen, met in totaal drie slachtoffers, onder wie zangeres en actrice Ellen ten Damme. Ten Damme deed geen aangifte, maar het Openbaar Ministerie (OM) nam haar verklaring mee in de aanklachten tegen Ali B. Het OM eiste een onvoorwaardelijke gevangenisstraf van drie jaar. Ali B's advocaten pleitten voor vrijspraak. Op 12 juli 2024 werd Ali B veroordeeld tot twee jaar onvoorwaardelijke gevangenisstraf wegens een verkrachting en een poging tot verkrachting. Van de aanrandingen werd hij vrijgesproken.

### Kritiek opThe Voiceen ITV (voorheen Talpa Media)
In het programma Nieuwsuur bekritiseerde jurist Gabi van Driem het feit dat The Voice geen beleid had tegen seksuele intimidatie. Vanuit de advocatuur was er kritiek dat advocatenkantoor Van Doorne door producent ITV was ingehuurd om onderzoek te doen naar seksueel grensoverschrijdend gedrag bij The voice of Holland. Doordat het kantoor in opdracht van ITV zou handelen, zou het onmogelijk onpartijdig kunnen zijn. Daarnaast zou de keuze voor Van Doorne niet de meest logische zijn, omdat het kantoor niet bekend staat om zijn expertise in zedenzaken. Aan kandidaten werd de oproep gedaan om zich eerst bij de politie te melden, en niet bij Van Doorne. Ook internationaal was er belangstelling voor de zaak, en verschenen er artikelen in Franse, Belgische, Duitse, Oostenrijkse, Britse en Spaanse media.

### Reacties op John de Mol
De uitspraken die John de Mol deed in het interview met Tim Hofman, zorgden voor veel commotie. Zo werd er negatief gereageerd op De Mols opvatting dat Rietbergen geen machtspositie had, en kon men zich niet voorstellen dat De Mol niet wist wat er op de werkvloer gaande was. De opmerking van John de Mol dat vrouwen eerder aan de bel moeten trekken bij ongewenst gedrag, en dat vrouwen het blijkbaar moeilijk vinden om dat te doen, viel ook niet in goede aarde. De Mol zou de angst van slachtoffers om zich uit te spreken bagatelliseren, en de oorzaak van het probleem daarmee bij de slachtoffers leggen in plaats van bij de daders. Vrouwelijke werknemers van Talpa, het bedrijf van John de Mol, plaatsten de dag na het interview een paginagrote advertentie in het Algemeen Dagblad met de tekst "Beste John, het ligt niet aan de vrouwen. Groet, de vrouwen uit je bedrijf." Emeritus hoogleraar gendergerelateerd geweld Renée Römkens omschreef de reactie van De Mol in Trouw als een 'klassiek voorbeeld van reframing, een retorische truc'. Hij zou niet zo begaan zijn met de schaamte van de vrouwen als hij beweert, want 'wat hij eigenlijk zegt is: de ander heeft een probleem, niet ik. Hij houdt zichzelf buiten schot.' Ten slotte sprak De Mol over vier kandidatenbegeleiders waar de kandidaten altijd bij terecht zouden hebben gekund. Volgens meerdere betrokkenen en ingewijden bij The Voice bestond een dergelijke functie echter niet.
In de namiddag van 21 januari 2022 reageerde De Mol in een verklaring dat hij zich 'rot geschrokken' was van de negatieve reacties op zijn opmerkingen in het BOOS-interview. Hij zou 'volledig onbedoeld' de indruk hebben gewekt dat hij de schuld bij vrouwen neerlegt. Hij zei meteen in gesprek te zijn gegaan met de vrouwen in zijn bedrijf 'om deze boosheid en teleurstelling te begrijpen' en rekende het zichzelf aan dat de cultuur in zijn bedrijf "kennelijk zo is" dat vrouwen zich niet durven melden met verhalen over grensoverschrijdend gedrag.

### Maatschappelijke effecten
Het programma werkte drempelverlagend voor het melden van ongewenst gedrag. In de dagen na de publicatie meldden meerdere hulpinstanties voor slachtoffers van seksueel geweld een significante toename van het aantal hulpvragen, en kreeg ook de zedenpolitie meer meldingen te verwerken. Bij verschillende organisaties zorgde het programma voor zelfreflectie en werden er stappen gezet om de sociale veiligheid van de eigen werknemers te verbeteren en vertrouwenspersonen meer of beter in te zetten. Binnen een maand na de uitzending stapten technisch directeur van Ajax Marc Overmars en PvdA-Tweede Kamerlid Gijs van Dijk op na meldingen van seksueel wangedrag, werd misdaadverslaggever Mick van Wely op non-actief gezet bij De Telegraaf, en vielen er ook bij andere organisaties ontslagen en non-actiefstellingen.
Het verplicht stellen van vertrouwenspersonen binnen bedrijven was iets waar het kabinet al langer naar keek. Naar aanleiding van de opgelaaide discussie werd Mariëtte Hamer in februari aangesteld als regeringscommissaris seksueel grensoverschrijdend gedrag en seksueel geweld.
Mensenrechtenorganisatie Amnesty International verklaarde op 21 januari 2022 dat de seksschandalen bij The Voice aantoonden dat er haast moet worden gemaakt met de Wet Seksuele Misdrijven, waarin alle vormen van onvrijwillige seks als verkrachting aangemerkt worden. In veel van de in de documentaire beschreven gevallen gaat het om onvrijwillige seks en scheve machtsverhoudingen wat zonder deze wet nog niet strafbaar is, waardoor daders niet altijd kunnen worden vervolgd. "De huidige wet is zwaar verouderd en niet meer in lijn met internationale mensenrechtenverdragen. Een persoon kan nu in Nederland alleen voor verkrachting worden veroordeeld als dwang, bijvoorbeeld in de vorm van geweld, is aangetoond," zei Amnesty-woordvoerder Martine Goeman. Het wetsvoorstel Seksuele Misdrijven, dat in voorbereiding is, en dat voormalig minister van Justitie Ferd Grapperhaus in 2024 in werking wilde laten treden, zou zo snel mogelijk moeten worden ingevoerd om recht te doen aan mensen die seks zonder consent hebben meegemaakt. De nieuwe minister van Justitie, Dilan Yeşilgöz-Zegerius, liet dezelfde dag weten, naar aanleiding van de misstanden bij The voice of Holland, de nieuwe verkrachtingswet versneld te willen laten invoeren. Op 29 januari 2022 werd, voor het versneld invoeren van de wet, in Amsterdam een manifestatie gehouden.

## Prijzen
Aan de aflevering werden diverse prijzen toegekend, waaronder:
- 2022: The Best Social Award in de categorie Beste Positive Impact.[78]
- 2022: FunX Music Award in de categorie Power Award.[79]
- 2022: Zilveren Nipkowschijf.[80]
- 2022: TV-moment van het Jaar.[81]
- 2022: Televizier-Ster in de categorie Impact.[82]
- 2022: YouTube Starry Night-Award in de categorie Best bekeken video in Nederland 2022.[83]
- 2022: #Video Award in de categorie Beste Online Video.[84]
- 2022: #Video Award in de categorie Meeste Impact.[84]
- 2023: Journalist van het Jaar, door Tim Hofman gewonnen dankzij deze aflevering.[85]
- 2023: De Tegel in de categorie Onderzoek.[86]